# Andrena foveolata
Andrena foveolata är en biart som beskrevs av Hans Hedicke 1940. Andrena foveolata ingår i släktet sandbin, och familjen grävbin. Inga underarter finns listade i Catalogue of Life.